# جامعة إسكي شهر عثمان غازي
جامعة إسكي شهر عثمان غازي(بالتركية: Eskişehir Osmangazi Üniversitesi)‏ تقع في مدينة إسكي شهر في تركيا (اختصارها: ESOGU).

## حول الجامعة
تم تأسيس الجامعة من كليات الطب والهندسة والعمارة والأدب والعلوم، عام 1970. حيث كانت ضمن جامعة الأناضول، ثم تحولت إلى جامعة منفصلة عام 1993، الآن أصبحت الجامعة تتكون من 11 كلية ومعهد عام واربع معاهد مهنية وخمس  معاهد دراسات عليا. وفيها حوالي 29822 طالب و 1507 مدرس.

## الكليات والاقسام

### كلية الاداب العلوم
- قسم الأدب المقارن
- اللغة التركية والادب
- قسم التاريخ
- قسم الرياضيات والحاسوب
- قسم الإحصاء
- قسم الاحياء
- قسم الكيمياء
- قسم الفيزياء

### كلية الهندسة والعمارة
- قسم الهندسة الميكانيكية
- قسم الهندسة الصناعية
- قسم الهندسة الكهربائية والالكترونية
- قسم هندسة الحاسوب
- قسم الهندسة الكيميائية
- قسم الهندسة المدنية
- قسم الهندسة الجيولوجية
- قسم هندسة التعدين
- قسم هندسة المعادن والمواد
- الهندسة المعمارية

## النشاطات الثقافية
يمكن للطلاب المشاركة في الأنشطة الثقافية والرياضية في الجامعة وفقًا لمجالات اهتمامهم. بعض الأندية هي الصداقة التركية العالمية، الاقتصاد والإدارة، الكمبيوتر، البيئة والفن، الشباب والرياضة، تسلق الجبال، المسرح، الرقص الحديث، الموسيقى الفنية التركية، الرقص الشعبي وموسيقى البوب.
- كل عام في شهر مايو، يشارك الطلاب بنشاط في مهرجان ربيع ESOGU.
- هناك ندوات وحلقات نقاشية ومؤتمرات، يقدمها المتحدثون المدعوون.
- تقام المعارض في معرض الصور ESOGU على مدار السنة.
- يتم نشر صحيفة جامعية شهرية، بعنوان «أخبار إسكي شهر عثمان غازي»، بمساهمة من الطلاب والأكاديميين.
- يتم نشر نشرة الجامعة الأسبوعية، «مجلة إستقبال ESOGÜ» للمواطنين.
- يبث راديو OGU الموسيقى الشعبية والمقابلات مع الأكاديميين من خلال موقعه على شبكة الإنترنت.

## الانتماءات
تعتبر الجامعة عضو في رابطة جامعة القوقاز.

## روابط خارجية
- Eskişehir Osmangazi Üniversity Official Website